# 다카 대학교
다카 대학교(벵골어: ঢাকা বিশ্ববিদ্যালয়, Dhaka University 또는 약칭 DU)는 1921년 옥스브릿지 교육을 모델로 영국령 인도 제국 시대에 설립된 방글라데시에서 가장 오래된 국립 대학교이다.
다카 대학교는 초기에는 ‘동양의 옥스퍼드 대학교’라는 명성을 얻으며, 현대 동남아시아 역사에서 엄청난 공헌을 하였다. 인도의 분할 이후에 파키스탄 진보와 민주화 운동의 집결지가 되었다. 그 학생들과 교직원들은 벵골 민족주의와 방글라데시의 독립에 중심적인 역할을 하였다.
이 대학교의 저명한 동문으로는 사티엔드라 나트 보스(보세 아인슈타인 통계학의 선구자)와 파즐러 라흐만 칸(현대 구조공학의 선구자), 무함마드 유누스(2006년 노벨평화상 수상자), K. S. 크리쉬난(라만효과의 공동 발견자), 비자야라그하반(PV 수의 공동발견자), 부다데브 보세(20세기 방글라데시 시인), 레흐만 소브한(사회적 민주 경제학자), 아부더스 수타르 칸(미국 화학자이자 제트 연료 발명자), 샴수르 라흐만(방글라데시 월계시인), 그리고 셰이크 무지부르 라흐만 초대 대통령 등이 있다.
오늘날 방글라데시의 가장 큰 공립교육 기관이며, 33,000명의 학생과 1,800명의 교직원을 보유하고 있다. 아시아위크는 아시아에서 100대 대학 중 하나로 손꼽았다. 그러나 1990대 이후로 대학은 방글라데시 정당의 과도한 정치적, 폭력적 부추김에 시달려왔다.

## 학부

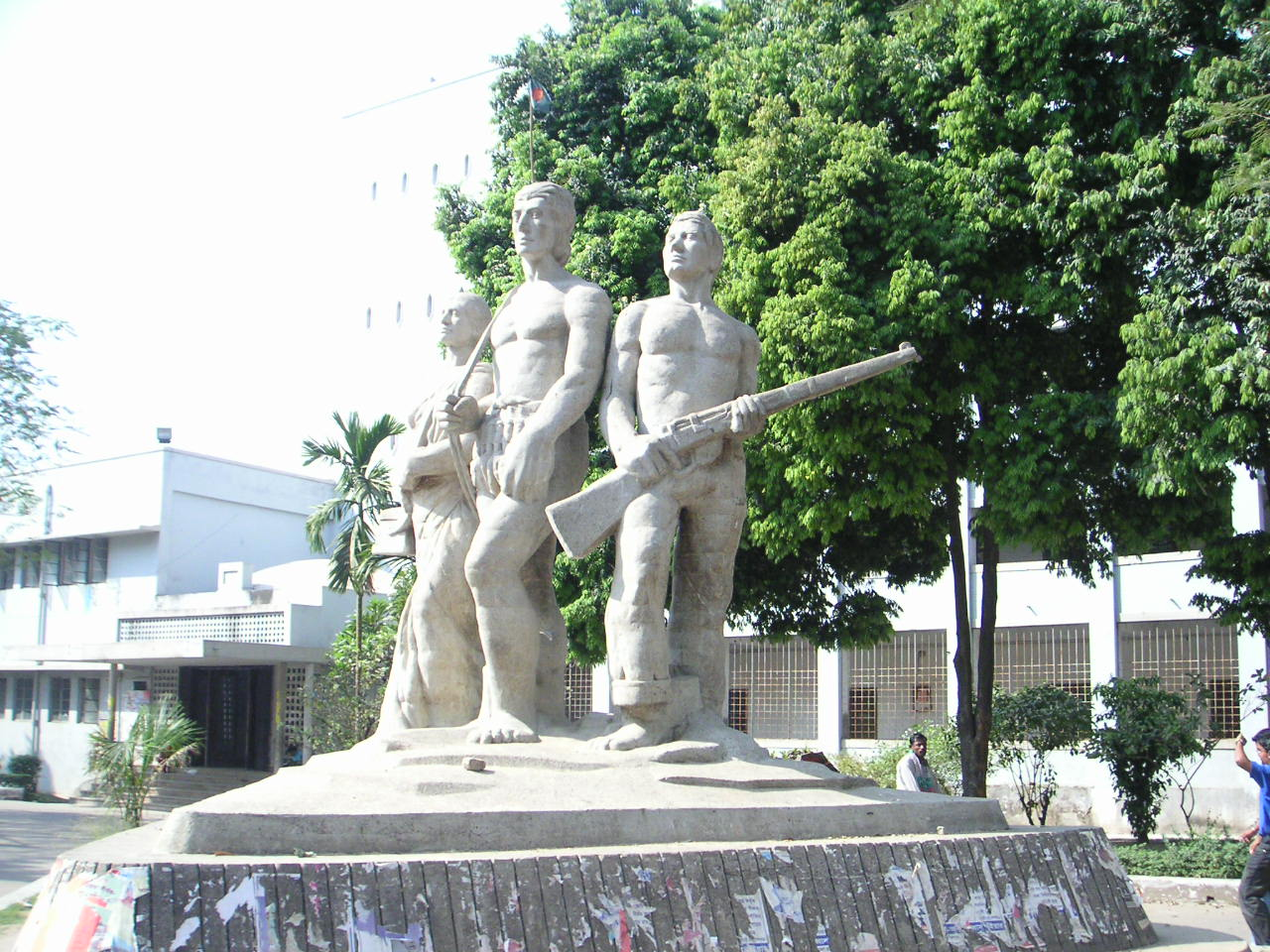
아파라제요 방글라: 방글라데시 독립 운동 동상, 다카 대학 캠퍼스 중심에 위치

다카 대학교에는 66개의 학과와 13개의 학부가 있다. 학부는 다음과 같다.
- 인문학부
  - 아랍과
  - 벵갈과
  - 영어학과
  - 사학과
  - 철학과
  - 이슬람학과
  - 팔리 & 불교학과
  - 산스크리트학과
  - 우르두어과
  - 공연학과
  - 언어학과
  - 음악과

- 상경학부
  - 회계정보체계학과
  - 재무학과
  - 마케팅과
  - 경영학과
  - 뱅킹과 보험학과
  - 경영정보시스템과
  - 국제비즈니스학과
  - 관광학과

- 생물과학학부
  - 식물학과
  - Department of Soil, Water & Environment
  - 미생물학과
  - 생화학 및 분자생물학과
  - 해양학과
  - Department of Genetic Engineering & Biotechnology
  - 심리학과

- 기계공학학부
  - Department of Applied Chemistry & Chemical Engineering
  - Department of Applied Physics, Electronics & Communication Engineering
  - 컴퓨터공학과
  - 핵공학과

- 교육학부
- 미술학부
  - 공예과
  - 회화과
  - 그래픽디자인과
  - 인쇄과
  - 동양예술과
  - 조각과
  - 아르바이트 역사학과

- 법학부
- 의학부
- 대학원 의학부

- 약학부
  - 제약화학과
  - 약리학과
  - Department of Pharmaceutical Technology

- 과학학부
  - 화학과
  - 물리학과
  - 수학과
  - 통계학과
  - 이론물리학

- 사회과학학부
  - 인류학과
  - Department of Criminology & Criminal Justice
  - Department of Development Studies
  - 경제학과
  - 국제관계학과
  - Department of Information Science & Library Management
  - 언론학과
  - 인구과학과
  - 정치과학과
  - 공공행정학과
  - Department of Peace & Conflict Studies
  - 여성학과
  - 텔레비전 영화학과

- 지구환경학부
  - 지리환경학과
  - 지질학과
  - 대양지리학과
  - 재난과학&경영학과